# Episodi de L'ispettore Coliandro (sesta stagione)
La sesta stagione della serie televisiva L'ispettore Coliandro è stata trasmessa in prima visione in Italia da Rai 2 dal 13 ottobre al 24 novembre 2017. Il primo episodio era già stato pubblicato in anteprima il 6 ottobre 2017 sulla piattaforma on demand RaiPlay.
| nº | Titolo                  | Prima TV Italia  |
| -- | ----------------------- | ---------------- |
| 1  | Mortal Club             | 13 ottobre 2017  |
| 2  | Partita speciale        | 20 ottobre 2017  |
| 3  | Il team                 | 27 ottobre 2017  |
| 4  | Corri, Coliandro, corri | 3 novembre 2017  |
| 5  | Smartphone              | 17 novembre 2017 |
| 6  | La fine del mondo       | 24 novembre 2017 |

## Mortal Club
- Diretto da: Manetti Bros.
- Scritto da: Carlo Lucarelli e Giampiero Rigosi

### Trama
La governante moldava di Coliandro, la signora Olga, è preoccupata per la scomparsa del nipote Alex, così l'ispettore si offre di aiutarla nella ricerca. Il giovane, clandestino ed ex lottatore, svolge un lavoro ignoto ma redditizio e risulta irreperibile da cinque giorni. Convinto per un proprio pregiudizio che dietro la sparizione ci sia una faccenda di droga, l'ispettore si rivolge ai colleghi della Mobile, Gamberini e Bertaccini, dai quali apprende che Alex è morto la sera precedente, investito da un'auto mentre andava in bicicletta. Nei pressi del luogo dell'incidente era presente per motivi personali la collega della Scientifica Paffoni, al cui primo sguardo appare improbabile che le ferite mortali sul corpo della vittima siano state provocate dall'auto investitrice. Non si tratta, tra l'altro, dell'unico morto della giornata: un ex campione olimpico di lotta di nazionalità cipriota, soprannominato Babbo Natale per via del travestimento che era solito indossare, è deceduto per overdose in Piazza Maggiore dopo aver aggredito poliziotti e passanti.
Coliandro decide dunque di andare a interrogare l'investitore, tale Scortichini Daniele, recandosi nel circolo ricreativo che frequenta: con stupore, piuttosto che un giovane, come immaginava, si trova davanti una persona anziana che sta giocando a bocce con gli amici. Interrogato, l'anziano sembra recitare una parte preconfezionata a cui l'ispettore non crede, infatti un compagno di gioco dello Scortichini gli rivela in via confidenziale come l'anziano non guidi la sua auto da tempo, che è invece usata abitualmente dal nipote Rocco, un balordo che è solito frequentare un'ex scuderia abbandonata fuori città. Coliandro si reca allora alla scuderia e, una volta dentro, ha un contatto con una giovane ragazza dalla pelle scura che lo aggredisce lasciandolo per terra tramortito. Risvegliatosi malconcio, l'ispettore batte in una mesta ritirata, ma scopre che la ragazza si è rifugiata nella sua auto e, sotto il tiro della sua stessa arma di cui la giovane si è impossessata, è costretto a portarla a casa sua. Qui, grazie all'esperienza della governante, che nel suo paese è un'infermiera specializzata, scopre che la ragazza è in crisi di astinenza da droga e che conosce Alex, avendolo riconosciuto in una foto che Olga aveva portato all'ispettore per aiutarlo nella sua ricerca. Grazie al gestore pakistano del minimarket dove si serve, a cui ha chiesto il favore di accudire la ragazza in sua assenza, scopre inoltre che questa si chiama Veena e proviene da uno sperduto paese del Pakistan, dove si insegna un'antica forma di lotta nel fango; non sa dove si trova né come sia arrivata ed è stata soprannominata Bully Kutta, come il cane da combattimento, verosimilmente per la sua abilità nella lotta.
In questura, intanto, un'abile intuizione della sovrintendente Buffarini mette in relazione la morte di Babbo Natale con quella di Alex: nel recente passato, i due avevano fatto coppia fissa nei combattimenti di wrestling.
Di ritorno a casa da una veloce commissione, Coliandro scopre che Veena è sparita e al suo posto trova un energumeno che cerca di strangolarlo: è provvidenziale l'intervento di Gargiulo, in visita all'ispettore per festeggiare la sua promozione a ispettore capo, che lo aiuta a liberarsi dalla morsa dell'aggressore e a neutralizzarlo per poi arrestarlo. Portato al cospetto del commissario De Zan, l'energumeno si mostra reticente, ma un'altra intuizione della Buffarini permette di identificarlo come famoso lottatore e wrestler egiziano. Con le informazioni da lui fornite e quelle di Coliandro sulla ragazza pakistana si confermano i sospetti iniziali degli ispettori della Mobile: a Bologna esiste un giro di combattimenti clandestini, dove i lottatori vengono drogati con un mix di stupefacenti che provoca forte dipendenza, pazzia e infine la morte, gestito dalla malavita organizzata. Scatta quindi immediata una perquisizione alle ex scuderie, che si rivela tuttavia infruttuosa perché i malviventi sono riusciti a far sparire qualsiasi prova della loro attività illecita. Gli agenti se ne tornano allora in questura, tranne Coliandro che viene sospeso dal servizio da De Zan e si attarda ancora qualche istante da solo alle scuderie, finendo per essere intercettato dal capo dell'organizzazione criminale, una sua vecchia conoscenza: il boss casalese Scognamiglio, accompagnato da Veena, che lo pesta a sangue per avere in cambio la sua dose di droga. Il criminale ha sete di vendetta nei confronti dell'ispettore e progetta di eliminarlo facendolo combattere nel torneo dello Scorpione Giallo, prossimo a iniziare. Coliandro viene così scaraventato nel ring contro un violento lottatore ma, proprio mentre sta per avere la peggio, viene tirato fuori dal boss stesso che ha in serbo per lui una fine ancora peggiore: vuole vederlo massacrato dalla Bully Kutta, quindi li rinchiude insieme in una cella, sotto il controllo armato di Rocco, in attesa di farli combattere nel ring. Veena però mette fuori combattimento Rocco, permettendo a Coliandro di impossessarsi della sua pistola e del suo telefono, del quale si serve per chiedere aiuto a Gargiulo, che sembra tuttavia non comprendere la gravità della situazione perché impegnato nei festeggiamenti per la sua promozione. Durante la fuga nasce un conflitto a fuoco e Coliandro e Veena si ritrovano senza uscita, faccia a faccia con Scognamiglio e due sorelle lottatrici tossicodipendenti, a cui il boss dà l'ordine di picchiare l'ispettore e scaraventarlo dalla finestra. Coliandro però ha con sé una bustina di droga, che promette alle sorelle in cambio del pestaggio del malavitoso, così il boss viene aggredito dalle lottatrici mentre in contemporanea arrivano i rinforzi allertati dal Gargiulo. I colleghi della Mobile arrestano così il boss e sgominano la banda, prendendosi insieme alla Longhi tutto il merito del risultato dell'operazione, nonostante le vibranti rimostranze dell'ispettore, che però avrà la sua rivincita una volta rientrato a casa perché c'è Veena che lo sta aspettando.
- Protagonista femminile: Simone Ashley (Veena).
- Altri interpreti: Antonino Iuorio
- Guest star: Patrizio Roversi, Syusy Blady (vigili urbani)
- Ascolti Italia[2]: telespettatori 1 906 000 – share 8,1%

## Partita speciale
- Diretto da: Manetti Bros.
- Scritto da: Carlo Lucarelli e Giampiero Rigosi

### Trama

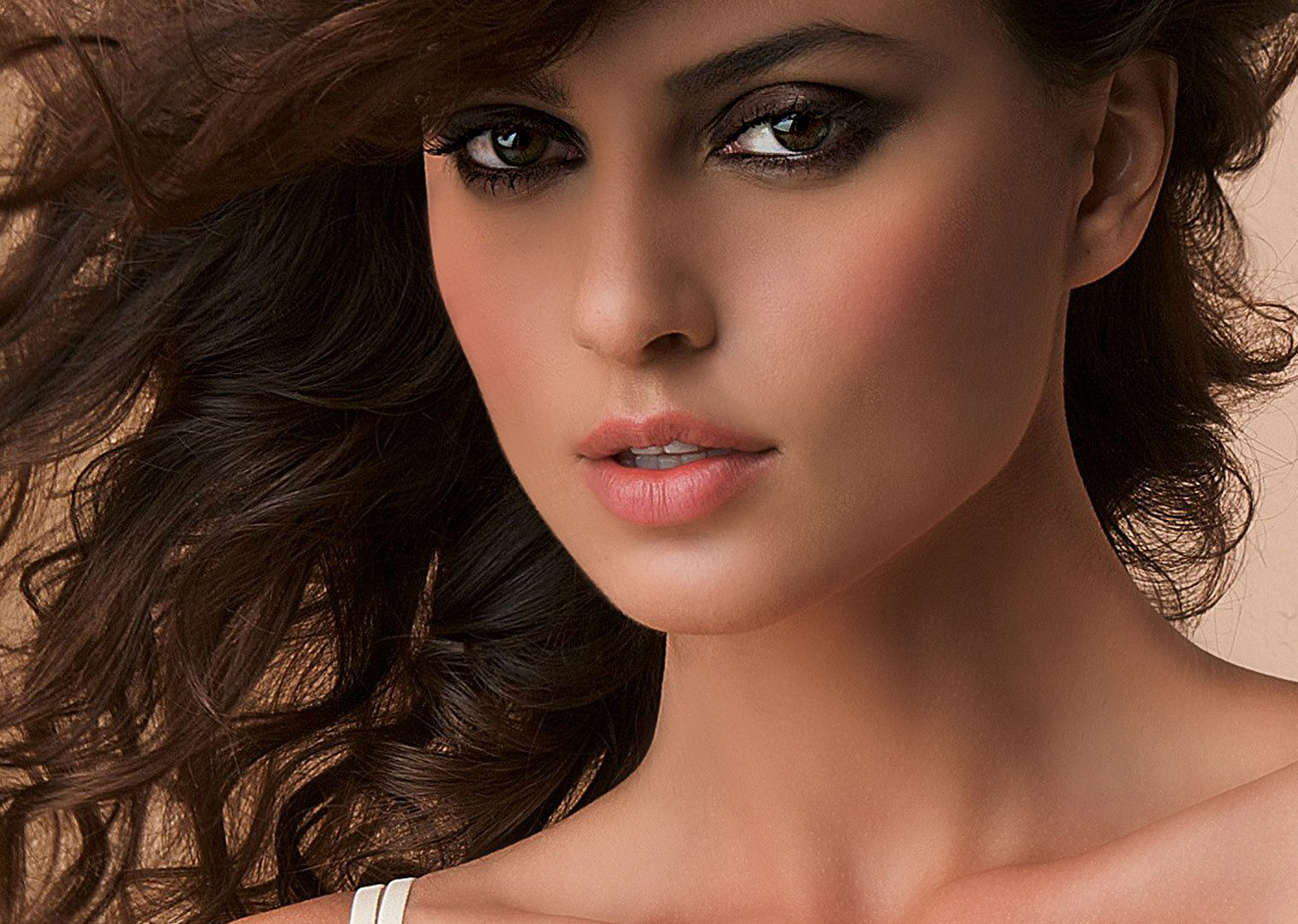
Catrinel Marlon (Ambra), protagonista femminile dell'episodio

Coliandro è stato incaricato di sostituire il dirigente dell'autoparco della Polizia, un lavoro noioso ma che gli permette di far eseguire gratuitamente il tagliando alla sua vettura privata dal meccanico di fiducia della questura. Questi è tuttavia un incapace che danneggia il motore della sua Alfa, così Coliandro è costretto a prendere in prestito un Fiorino bianco sequestrato a una ditta di derattizzazione, anche perché l'altra auto che interessava all'ispettore, una Mercedes CL, è stata misteriosamente presa dall'ispettore Gamberini. Insospettito dalla cosa e da altri strani comportamenti del collega, Coliandro teme che “Gambero” sia ricaduto nel vizio del gioco, mentre in realtà il collega agisce come infiltrato per un'indagine segreta su un gruppo di spietati giocatori d'azzardo che ha già provocato due suicidi in città e di cui Coliandro deve restare assolutamente all'oscuro.
Deciso ad aiutare l'amico, Coliandro pensa di recarsi all'indirizzo che ha visto scritto su un appunto a casa di Gamberini, convinto che sia il luogo dove si giocano le partite. Si mette quindi in viaggio a bordo dello scassato furgoncino ma, sorpassando imprudentemente un autobus, buca un semaforo rosso e provoca un incidente tra due auto sulle quali viaggiano, a sua insaputa, i colleghi della Mobile che avrebbero dovuto entrare in azione proprio quella sera. Giunge così a una villetta che potrebbe essere la sede della bisca, sospetto confermatogli dall'incontro di una vecchia conoscenza e accanito giocatore, il geometra Zoboli. Coliandro è convinto che l'unico modo per aiutare Gamberini sia quello di infiltrarsi nella bisca e sgominare la banda che la gestisce; per farlo, essendo imbranato con le carte e non trovando aiuto fra i colleghi, decide di servirsi di un'altra sua vecchia conoscenza estremamente brava coi numeri e il calcolo delle probabilità: Giacomino. Introdotto insieme a Coliandro nella bisca proprio dal geometra, Giacomino viene fatto passare per un ricco petroliere con affari a Tbilisi e sbanca il tavolo vincendo una grossa somma, un soggiorno in un albergo extra lusso e la Mercedes persa da Gamberini. Fa parte della vincita anche Ambra, una bella e procace prostituta legata all'organizzatore della bisca Garello, che offre insistentemente i propri favori sessuali all'ispettore che, con cavalleria ma non senza rimorsi, più volte declina. È proprio Ambra, stanca delle persone che frequenta e di essere trattata da schiava, una volta scoperta la vera identità di Coliandro, a rivelargli il modus operandi del gruppo: una volta introdotto un “pollo” al tavolo da gioco, la prima volta viene fatto vincere facendogli promettere una pronta rivincita; quindi Ambra ha il compito di sedurre il malcapitato e di capire se è sufficientemente ricco per cui valga la pena derubarlo di tutti i suoi averi e condurlo infine alla misteriosa “partita speciale”.

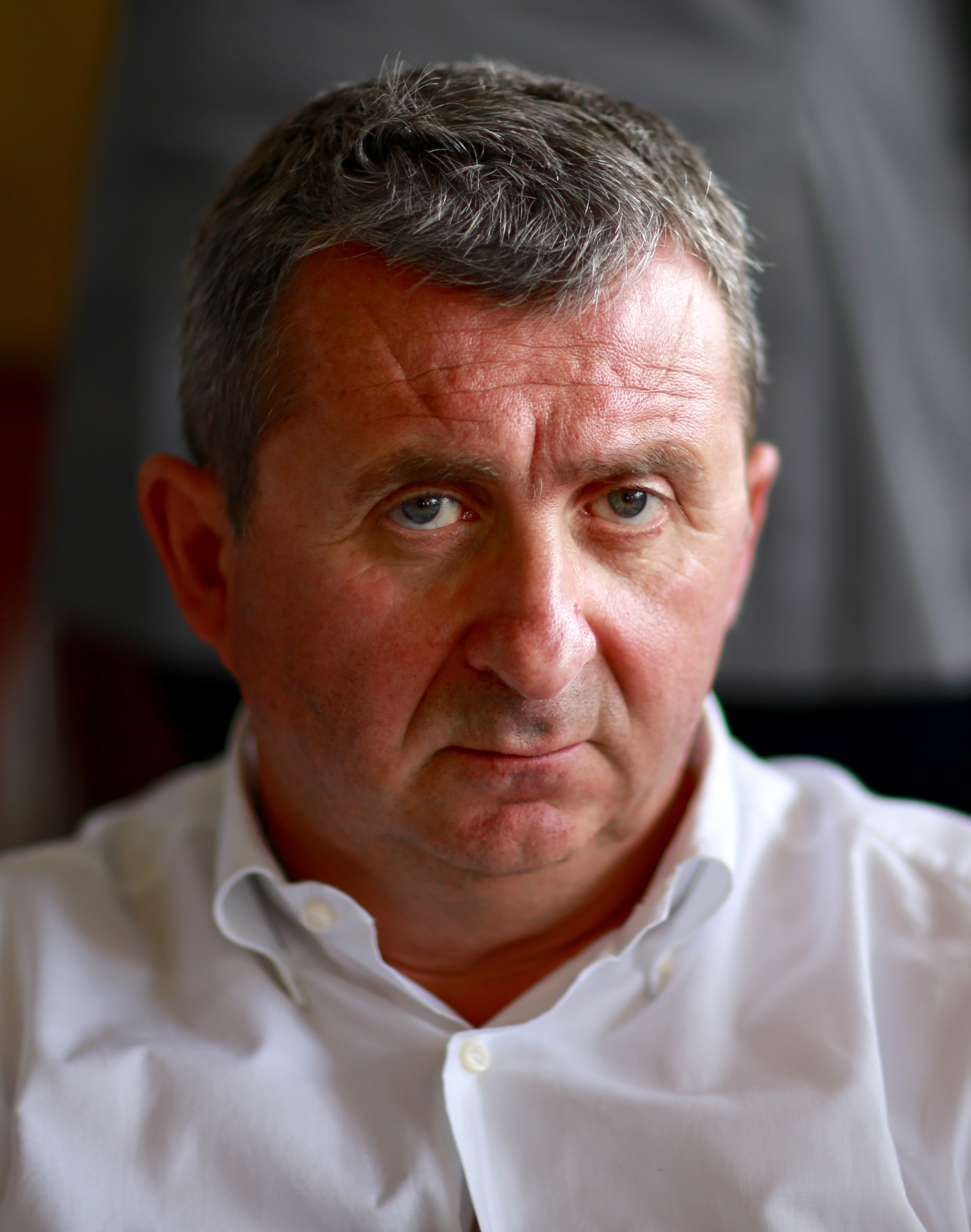
Vito, coprotagonista dell'episodio, torna nei panni di Giacomino

Intanto, in questura, la Paffoni e la Buffarini scoprono che i suicidi legati al gioco sono accomunati da una stranezza: in tutti i casi, il proiettile sparatosi dalle vittime presenta la medesima imperfezione ed è dunque riconducibile a un'unica partita, fatto piuttosto singolare per eventi avvenuti in tempi e luoghi fra loro diversi.
Coliandro, forte dell'appoggio interno all'organizzazione fornito da Ambra, si prepara al meglio assieme a Giacomino per affrontare la rivincita ma, durante la partita che come da copione li vede in forte perdita, la loro copertura salta e vengono imprigionati in una cantina in attesa di essere protagonisti della “partita speciale”. Nonostante l'aiuto di Ambra, che dal telefono di Garello riesce ad avvertire Gamberini, Coliandro è costretto a giocare la “partita speciale”: si tratta di più mani di roulette russa, in cui il povero indebitato si spara un colpo alla tempia mentre gli altri giocatori scommettono sulla sua sopravvivenza, con l'accortezza, tra una mano e l'altra, di caricare nuovamente il tamburo del revolver per azzerare le probabilità. Alla prima mano, Ambra chiede e ottiene di essere la madrina dell'evento e riesce con uno stratagemma a fornire all'ispettore una pistola scarica, consentendogli di prendere tempo in attesa dei rinforzi. Garello, tuttavia, scopre sul proprio telefono la chiamata effettuata da Ambra e la costringe a fornire a Coliandro per la seconda mano il revolver con il colpo caricato. Questi, nel suo teatro volto a prendere tempo, che coinvolge anche il gorilla che lo sorveglia, spara tre colpi che fortunatamente sono a vuoto, prima di rendersi conto di avere in mano un revolver carico. Quando se ne accorge, spara al gorilla e, grazie all'aiuto di Ambra che rompe una bottiglia di champagne in testa a Garello che lo minacciava con una pistola semiautomatica, riesce a impossessarsi dell'arma del malvivente e a volgere a proprio favore la situazione, proprio mentre Gamberini e la Bertaccini fanno irruzione nella stanza.
Finita l'operazione, con Ambra che decide di riscattarsi andando ad aiutare Don Bob con i ragazzi e Giacomino alla canonica, Coliandro ritorna all'autoparco a ritirare la propria Giulietta riparata, ma è costretto nuovamente a servirsi dello sgangherato Fiorino poiché l'incompetente meccanico ha danneggiato ancora una volta il motore della sua auto. Proprio mentre è alla guida del furgoncino, l'ispettore traccia un bilancio della vicenda: ha perso un'occasione con Ambra, come al solito il suo lavoro non è stato apprezzato dai suoi superiori, almeno è riuscito a farla franca con De Zan che non ha scoperto l'identità del guidatore del mezzo che ha causato l'incidente mandando a monte l'operazione, fino a quando non transita davanti a una pattuglia della polizia municipale a cui era stato segnalato quel Fiorino bianco.
- Protagonista femminile: Catrinel Marlon (Ambra)
- Altri interpreti: Vito (Giacomino), Giorgio Comaschi (geometra Zoboli), Pier Giorgio Bellocchio (Fabrizio Garello), Emanuele Simonini (giocatore d'azzardo), Duilio Pizzocchi (meccanico della polizia)
- Guest star: Patrizio Roversi, Syusy Blady (vigili urbani), Cesare Cremonini (Beacci), Pippo Santonastaso (Don Bob)
- Ascolti Italia: telespettatori[3] 1 879 000 – share 7,7%

## Il team
- Diretto da: Manetti Bros.
- Scritto da: Carlo Lucarelli e Giampiero Rigosi

### Trama

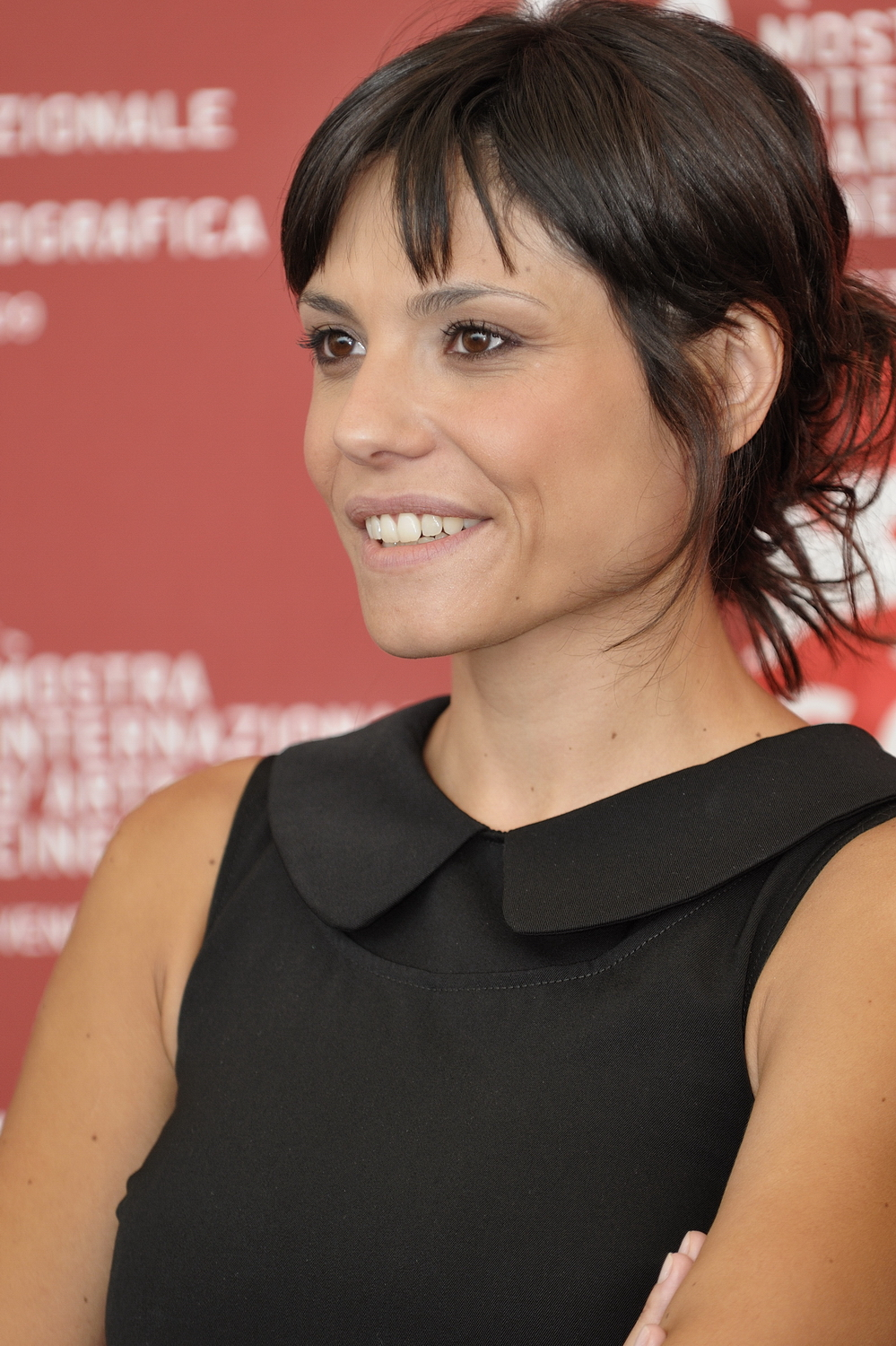
Antonia Truppo (Vittoria), protagonista femminile dell'episodio

A Bologna si è insediato un nuovo questore che, per combattere la criminalità della città, ha creato il Nucleo Speciale, un gruppo di super poliziotti dedicato a pericolosi interventi operativi sul territorio, chiamato confidenzialmente “il Team”. In particolare, l'attenzione del Nucleo è rivolta alla faida che sembra scoppiata tra albanesi e rom per il controllo del racket della prostituzione e che, come ultime vittime, ha visto due albanesi uccisi con un fucile di precisione e un altro ridotto in coma all'ospedale. Nonostante i risultati raggiunti, in questura c'è chi, come Gamberini e la Bertaccini, considera i poliziotti del team dei pericolosi esaltati, capaci di ottenere dei successi soltanto perché viene permesso loro di operare in maniera violenta e al di sopra della legge. Di tutt'altro avviso è Coliandro, stavolta impegnato in una sostituzione all'Ufficio Immigrazione al fianco di Borromini, che li vede quasi come eroi. Frustrato dal monotono lavoro d'ufficio coi permessi di soggiorno, che ritiene inadatto alle proprie capacità, l'ispettore cerca con ogni mezzo di evadere dalla routine, accompagnando la Bertaccini e l'ispettore Valpondi nel pattugliamento notturno oppure andando ad allenarsi al poligono. Proprio qui, mentre si accorge che la sua arma spara deviando a sinistra, Coliandro incontra Valpondi, che gli confida di far parte del team e gli promette di intercedere affinché possa anche lui entrare a farne parte.
Poche sere dopo, mentre è impegnato in un aperitivo organizzato dalla Bertaccini per festeggiare con la moglie Marta e i colleghi la propria maternità, l'ispettore riceve la chiamata per partecipare a un'operazione del team: si tratta di fare irruzione nel covo dei rom e arrestarli. L'operazione riesce perfettamente, con l'arresto dell'intera banda e il ritrovamento del fucile usato per l'omicidio degli albanesi, nonostante i rom si dichiarino estranei al fatto. Coliandro, sebbene turbato dall'uso eccessivo e gratuito della violenza anche contro soggetti inermi, si ferma in un locale a festeggiare la riuscita dell'operazione insieme ai colleghi del Nucleo, gli ispettori Belladonna, Valpondi, Colasanti e al leader, l'ispettore capo Vittoria Martello, con la quale consuma un estemporaneo amplesso nel bagno del pub. Galvanizzato dall'esperienza, su esplicita richiesta del questore in persona, Coliandro entra a far parte del team, non prima di aver fortunosamente superato una prova di coraggio, e partecipa così a numerose operazioni di contrasto alla criminalità, caratterizzate dall'uso costante e massiccio della violenza.
In questura, tuttavia, la Bertaccini, entrando in forte contrasto proprio con Coliandro, che la crede soltanto invidiosa, diffida del team e in particolar modo di Valpondi, insospettita da uno strano episodio che lo ha visto protagonista la sera in cui erano insieme in servizio, quando una prostituta l'aveva avvicinato offrendogli del denaro e provocandogli una reazione stizzita. La “Berta” inizia pertanto una propria indagine rintracciando la prostituta, Irina, che però, spaventata e in procinto di tornarsene al paese natale, non collabora; quindi indaga su Valpondi, scoprendo un tenore di vita incompatibile con le sue entrate; infine, cerca invano di interrogare l'albanese che si è risvegliato dal coma ma qualcuno la precede uccidendolo. Convinta di essere controllata, la Bertaccini scopre che il team la spia grazie a una microspia contenuta in un ciondolo regalatole in buona fede da Coliandro durante un tentativo di riappacificazione (che a sua volta l'aveva avuto dalla Martello) e la distrugge.
Parallelamente, lo stesso Coliandro inizia ad avere dei sospetti sui colleghi del Nucleo, focalizzando alcuni episodi che li hanno visti protagonisti: la gratuita aggressione ad Hamid, il pakistano del minimarket sotto casa sua, a cui il team devasta il negozio; la sparizione di un ingente quantitativo di droga sequestrata a un gruppo di spacciatori durante un'operazione in cui resta ucciso Valpondi, in realtà ucciso dall'ispettore capo Vittoria Martello; una banconota insanguinata usata da un collega del team come mancia per una cameriera, proveniente dal covo dei rom; infine, la sostituzione della sua pistola con una simile. Come la Bertaccini, ha finalmente capito che il Nucleo non mira a estirpare la criminalità ma piuttosto a sostituirsi a essa e a mettere le mani sui ricchi proventi delle azioni illecite; così, confuso e preoccupato, l'ispettore si reca a casa della collega. Il team, però, si è già mosso e ha preso in ostaggio Marta, intercettata al ritorno da una commissione, mentre in casa Belladonna e la Martello stanno contrattando con la Bertaccini la sua incolumità e quella della moglie in cambio dell'unica prova contro di loro, la microspia. Coliandro entra in azione e imprigiona il collega che teneva in ostaggio Marta, liberandola e facendole avvisare Gamberini, quindi entra in casa e disarma Belladonna, restando a tu per tu con la Martello, sotto il tiro della sua stessa arma. Conoscendone il difetto di mira, Coliandro elude il colpo sparatogli a bruciapelo e rende inoffensiva la Martello, mentre l'intervento di Gamberini permette di neutralizzare definitivamente Belladonna che minacciava la Bertaccini con un coltello da cucina.
Arrestato il team, Coliandro torna alla monotona vita di tutti i giorni, cercando di rimediare ai danni causati dalla sua inettitudine ai permessi di soggiorno di un gruppo di inferociti cittadini cinesi e scusandosi con i colleghi per il proprio comportamento, ma anche con Hamid in particolar modo, al quale ripaga i danni e risistema il negozio, rinsaldando la loro bizzarra amicizia.
- Protagonista femminile: Antonia Truppo (ispettore capo Vittoria Martello)
- Altri interpreti: Carlotta Miti (Marta), Raiz (ispettore capo Belladonna), Eugenio Maria Bortolini (ispettore Valpondi), Claudio Camilli (ispettore Enzo “er Pigna” Colasanti), Gianluigi Fogacci (questore), Irina Munteanu (Irina)
- Guest star: Patrizio Roversi, Syusy Blady (vigili urbani)
- Ascolti Italia: telespettatori[4] 1 814 000 – share 7,63%

## Corri, Coliandro, corri
- Diretto da: Manetti Bros.
- Scritto da: Carlo Lucarelli e Giampiero Rigosi

### Trama
La noiosa e inoperosa routine quotidiana di Coliandro, stavolta impegnato all'ufficio Statistiche Reati Minori, viene interrotta da una telefonata in cui una calda e sensuale voce femminile lo avverte che in piazza Verdi, entro venti minuti, esploderà una bomba. Per dimostrare che non si tratta di uno scherzo, un ordigno dimostrativo viene fatto esplodere in piazza Cavour, devastando una cabina elettrica, fortunatamente senza causare vittime né feriti. Coliandro, seguito dai colleghi della Mobile e dagli artificieri, inizia quindi una disperata corsa contro il tempo, prima in auto, poi a piedi, per raggiungere piazza Verdi, dove trova l'ordigno nascosto in un cestino dei rifiuti e lo disattiva con il codice fornitogli dalla persona al telefono. Nel cestino trova anche un altro cellulare, che gli viene fatto scambiare col proprio per continuare la conversazione con la donna, che gli rivela la presenza di un nuovo ordigno in procinto di esplodere. L'ispettore, sempre correndo, è costretto a recarsi in pieno centro e a salire sulla sommità della Torre degli Asinelli, aiutato da Sibilla, presunta collega artificiere, che disattiva la bomba tagliando uno dei cavi dell'innesco. Un'ulteriore bomba, collocata dall'altro lato della città, lo obbliga a correre insieme a Sibilla su uno scooter, destreggiandosi tra il traffico e la polizia locale per tentare di raggiungerla e disinnescarla.
Mentre sul telefono di Coliandro rimasto in piazza Verdi arriva la richiesta di cinque milioni di euro in contanti per terminare la caccia alla bomba, due componenti della banda, Ermanno e il suo amico Walter, svaligiano il caveau di una banca, sottraendo una grossa somma di denaro e due statuine di inestimabile valore. Tornati al loro furgone, trovano però ad attenderli il loro ex complice Zanna che, appreso dai media quanto sta accadendo in città, ha immediatamente capito quale raffinata mente stia dietro agli eventi e quale sia il reale obiettivo della banda: le bombe disseminate per Bologna e la richiesta milionaria sono soltanto dei diversivi per distogliere l'attenzione delle forze di polizia dall'unica bomba veramente importante, la prima, che ha distrutto la cabina elettrica che alimenta i sofisticati sistemi di allarme della banca, disattivandoli e permettendo così ai due di eseguire il colpo indisturbati. Senza alcuna riconoscenza nei confronti di Ermanno, che negli otto anni di carcere appena terminati e scontati proprio a causa della sua testimonianza non ha mai spifferato il suo nome, Zanna li deruba dei contanti senza peraltro accorgersi delle statuine.
Intanto Coliandro è ancora alla ricerca della bomba che sta per esplodere e si trova momentaneamente intrappolato in un pozzo insieme a Sibilla, con la quale c'è una forte tensione erotica; contemporaneamente, in questura, la Buffarini, su un involontario suggerimento di Gargiulo (con il quale sembra nata un'infatuazione), capisce che i criminali si sono introdotti nella rete della città per controllarne telecamere di sorveglianza e dispositivi mobili comandati a distanza: forte di quest'intuizione, riesce a localizzare il covo della banda. La Polizia vi si precipita per fare irruzione ma lo trova vuoto, infatti i malviventi che vi si trovavano, ossia Eva (la donna al telefono con Coliandro e compagna di Ermanno) e il Cino, giovane mago del computer, sono fuggiti per ricongiungersi a Ermanno, suo figlio, e Walter, che hanno nel frattempo denunciato anonimamente Zanna ai Carabinieri.
Affinché il piano di Ermanno abbia completo successo, la banda deve recuperare Francesca, figlia di Ermanno, che non è altro che l'agente Sibilla che corre per Bologna insieme a Coliandro a disinnescare bombe. Il tentativo di ricongiungimento fra la banda e Francesca tuttavia fallisce proprio a causa di Coliandro che, investito fortuitamente dal van della banda, nel tentativo di farsi dare un passaggio dagli investitori, riconosce la voce di Eva e disarma prima Francesca e poi suo fratello, costringendo Ermanno, che non è una persona violenta, alla resa.
Coliandro che, come al solito, non ha ben compreso la dinamica degli eventi, in cambio della restituzione delle statuette lascia l'intera banda libera, che fa in tempo a costruirsi un alibi, vanificando così le accuse mosse da Zanna durante gli interrogatori seguiti al suo arresto. La Scientifica scopre, inoltre, che le bombe sparse per Bologna sono state costruite di proposito in maniera grossolana, al punto che non sarebbero mai potute esplodere, circostanza che conferma la funzione di depistaggio degli ordigni.
Coliandro, sedotto dalla bellezza di Francesca, la rivede proprio al museo dove sono state ricollocate le statuine, proponendole un appuntamento a casa sua ma Sibilla mette una condizione: ci andrà solo se lui la rincorrerà e riuscirà a prenderla.
- Protagonista femminile: Arianna Montefiori (Sibilla/Francesca)
- Altri interpreti: Alessandro Cremona (Ermanno), Nathalie Caldonazzo (Eva), Alberto Caneva (Walter), Isparsa Lucarelli (Cinno), Stefano Rossi, Enrico Tubertini, Claudio Casadio (Zanna), Massimiliano Franciosa
- Guest star: Patrizio Roversi, Syusy Blady (vigili urbani), Gianluca Roncato (Ispettore capo Buzzini)
- Ascolti Italia: telespettatori[5] 2 087 000 - share 8.41%

## Smartphone
- Diretto da: Manetti Bros.
- Scritto da: Carlo Lucarelli e Giampiero Rigosi

### Trama
Mentre in questura tutti sono increduli e dispiaciuti per il sostituto procuratore Longhi, ingiustamente accusata di corruzione, Coliandro è diventato lo zimbello della città dopo la pubblicazione in rete di un video che lo riprende mentre sperona due stuntman impegnati nelle riprese di una fiction televisiva a bordo di uno scooter nel centro di Bologna, avendoli scambiati per veri criminali, e mentre litiga con i registi sul set. Per punizione, De Zan lo ha assegnato all'ufficio Reati Depenalizzati, dove riceve la visita di Stella, la giovane nipote della Longhi, che gli chiede aiuto perché preoccupata per il fidanzato Pelo, sparito misteriosamente dopo averle regalato un nuovo smartphone. In realtà Pelo si è procurato lo smartphone rubandolo per strada a un ragazzo, il nipote di zio Vanja, un boss della mafia russa in affare con i servizi segreti italiani e con agganci nella magistratura, e lo ha regalato a Stella camuffandone l'aspetto. Il giovane russo, preoccupato per il contenuto compromettente del dispositivo che lo ritrae in atteggiamenti intimi con un buttafuori di discoteca d'origine africana, insieme agli amici ha prima scovato Pelo, uccidendolo dopo avere saputo che il telefono si trova nelle mani di Stella, quindi ha rapito quest’ultima, convinto di recuperare finalmente il proprio smartphone. La ragazza, tuttavia, non sa di averlo inavvertitamente lasciato sulla scrivania di Coliandro, che l'ha preso in prestito inserendoci la propria SIM, visto che il suo telefono è andato in tilt a causa di una caduta nel water, ed è costretta a elencare tutti i luoghi in cui è stata da quando ne è entrata in possesso affinché i russi possano recuperarlo.
In procura, la Longhi è furiosa con il collega Michelotto, che l'ha messa sotto inchiesta prendendosi le importanti indagini su cui lei stava lavorando, e sospetta che la sua incriminazione sia un subdolo e preciso piano per estrometterla, di cui Michelotto fa parte. Alla ricerca di prove per dimostrare la propria innocenza, la dottoressa si introduce nell'ufficio del collega e scopre un documento falso costruito apposta per incastrarla, ma viene sorpresa da Michelotto stesso e da De Zan che, insieme a due poliziotti della Mobile di Firenze, ha l'ingrato compito di arrestarla. Dopo essere stata ammanettata, la Longhi riesce però a fuggire dalla custodia degli agenti e di De Zan e a raggiungere l'uscita dove trova casualmente Coliandro, lì per ragioni di servizio, che la carica in macchina e la nasconde a casa propria. Qui, complice la vodka e della marijuana precedentemente sequestrata e dimenticata, tra l'ispettore e la dottoressa cadono i freni inibitori: entrambi scoprono di non avere opinioni reciproche così negative ed esplode veemente l'attrazione, almeno fino a quando la Longhi interrompe le effusioni preferendo un sonno ristoratore nel letto di Coliandro e relegando l'ispettore sul divano. La mattina successiva, tuttavia, Coliandro si sveglia nel proprio letto ma, nonostante le innumerevoli prove disseminate per tutto l'appartamento lascino pensare a una notte di intensa passione, entrambi sono preda di una forte emicrania e non riescono a ricordare niente di quanto è successo. Anzi, la dottoressa ha ripreso a trattare l'ispettore con freddezza e distacco, sebbene gli chieda aiuto per entrare in possesso di un fascicolo contenente delle intercettazioni che potrebbero scagionarla da qualsiasi accusa. Coliandro si reca perciò in procura e riesce a sottrarre dall'ufficio di Michelotto la cartellina col materiale richiesto dalla Longhi ma, fermatosi da Hamid per acquistare una nuova bottiglia di vodka nella speranza di replicare la notte precedente, la scambia per errore con una simile contenente alcuni documenti del pakistano. Rientrato a casa, la Longhi lo aggredisce per l'errore commesso, ma il litigio viene interrotto dall'intrusione di due agenti dei Servizi, lì per recuperare i documenti sottratti, e dai russi, ancora alla ricerca dello smartphone. Nel conflitto a fuoco che nasce, Coliandro e la Longhi riescono a fuggire lasciando che gli intrusi si sparino tra loro. Mentre fuggono su un'auto rubata per passare inosservati ai posti di blocco, sul telefono di Coliandro arriva una telefonata in cui si sente la voce di Stella e dello zio Vanja che, scoperta la parentela tra la ragazza e la Longhi, vuole usarla come merce di scambio per rientrare in possesso dello smartphone del nipote e dei documenti, e dà loro appuntamento per la sera stessa. 
Nel frattempo, il nipote di Vanja fa uccidere il buttafuori africano per cercare di nascondere le sue tendenze omosessuali.
L'ispettore e la dottoressa si recano a casa della Buffarini, col cui aiuto sperano di localizzare Stella tramite la SIM del telefono, salvo scoprire che la SIM della ragazza è in possesso di Coliandro, che lo smartphone che usa l'ispettore è proprio quello di Stella e che contiene del materiale compromettente per il nipote dello zio Vanja.
All'appuntamento per lo scambio, la Buffarini riesce a mostrare al nipote il contenuto scottante del telefono, mentre Coliandro lo porta via insieme a Stella. All'interno dell'auto, il nipote si convince a collaborare con la giustizia per risparmiarsi uno scandalo, contribuendo così allo smantellamento della rete criminale russa coi suoi agganci in procura e nei servizi segreti e alla piena riabilitazione della dottoressa Longhi.
Terminati i festeggiamenti per la positiva soluzione del caso, in un attimo di intimità Coliandro e la dottoressa si salutano affettuosamente, sapendo che lei tornerà a essere il magistrato integerrimo e scostante e lui il poliziotto imbranato e pasticcione di sempre, ma consapevoli della reciproca stima.
- Protagonista femminile: Veronika Logan (sostituto procuratore Longhi)
- Coprotagonista femminile: Emily Di Ronza (Stella)
- Altri interpreti: Mikhail Boutchine (zio Vanja), Pavel Zelinskiy (tirapiedi di zio Vanja), Aliosha Massine (Aleksej), Giovanni Calcagno (Zaccaria), Marco Cavalcoli (sostituto procuratore Michelotto), Mario Rivelli, Artem Mel'nyc
- Guest star: Patrizio Roversi, Syusy Blady (vigili urbani)
- Ascolti Italia: telespettatori[6] 1 873 000 - share 7.73%

## La fine del mondo
- Diretto da: Manetti Bros.
- Scritto da: Carlo Lucarelli e Giampiero Rigosi

### Trama
Coliandro è in pausa caffè insieme a un mesto Gargiulo, ancora affranto perché la Buffarini, alla quale si era dichiarato, lo ha rifiutato spiegandogli di avere una cotta per un altro, che lui è convinto essere un collega della questura. Proprio in quel momento la sovrintendente appare e invita Coliandro ad accompagnarla a Goro, dove deve recarsi per ragioni di servizio; sotto gli occhi di un esterrefatto Gargiulo, quindi, i due partono alla volta del paesino ferrarese. Durante il viaggio Coliandro ha modo di apprezzare l'avvenenza della collega, che con sincerità esprime la sua ammirazione per lui, e arriva a pensare di essere proprio lui il misterioso uomo del quale si è innamorata, salvo poi scoprire che la persona in questione non esiste ma è stata inventata al fine di rifiutare Gargiulo senza farlo soffrire; l'ispettore incassa comunque dalla giovane collega una grande attestazione d'affetto e stima. Dopo tanto viaggiare nelle assolate e sonnacchiose valli di Comacchio, Coliandro e la Buffarini capiscono di essersi persi e, senza poter contare sull'aiuto degli smartphone, stranamente privi di segnale, girovagano in cerca di informazioni fino a quando si imbattono in una corsa motociclistica clandestina e assistono all'incidente con cui questa si conclude. I due corrono a prestare soccorso, ma la ragazza alla guida della moto caduta è già morta, quindi soccorrono l'altro motociclista salvandolo dalla furia dalla folla che sta per linciarlo. Una volta caricato in auto lo sventurato i tre, inseguiti da un motociclista, fuggono senza una meta precisa fino a raggiungere il paese di Acquanera, dove chiedono aiuto alla locale caserma dei Carabinieri. Dentro trovano una persona anziana che sta sporgendo una denuncia raccolta dall'appuntato Furlan, il brigadiere Gollini che ha appena arrestato la prostituta Yara e il maresciallo Gambino, la giovane e affascinante dirigente al suo primo incarico che comanda la caserma. Coliandro non ha il tempo di esporre gli eventi a cui hanno assistito con la Buffarini che i telefoni vengono isolati e la caserma viene assaltata a colpi di mitragliatrice. Il maresciallo Gambino gli spiega che i responsabili sono le persone incontrate alla corsa clandestina, tutti esponenti di una banda che da tempo terrorizza incontrastata i cittadini di Acquanera, forte della copertura politica di cui gode il loro capo Ivano, cugino del sindaco, e che da tempo lei sta cercando di incastrare. Avendo saputo che la ragazza morta nella corsa è sua sorella Fabiola, il sanguinario Ivano vuole a tutti i costi il ragazzo responsabile dell'incidente per placare la sua sete di vendetta. La sparatoria continua, così gli occupanti della caserma sono costretti a barricarsi dentro sprangando porte e finestre con mezzi di fortuna ma, nonostante le precauzioni, l'appuntato Furlan rimane gravemente ferito.
Mentre in questura Gargiulo è insospettito dalla lunga assenza dei colleghi e dalla loro irreperibilità ai cellulari, tanto da temere che la loro sia una fuga d'amore e da chiedere aiuto alla Paffoni per rintracciarli, Coliandro e la Gambino cercano di trattare con Ivano affinché mandi da loro un medico per curare Furlan. Questi accetta e manda dentro la caserma la veterinaria del paese che, con l'aiuto di Yara, prostituta in Italia ma infermiera specializzata nel suo paese, cura l'appuntato adagiandolo sul letto in uno degli alloggi al piano superiore. La veterinaria, a cui la banda ha rapito il figlioletto, ha però il compito di lasciare aperta una finestra per permettere a due scagnozzi di Ivano di introdursi in caserma, ma il piano fallisce perché la Buffarini, con la collaborazione dell'appuntato ferito, riesce ad avere la meglio sull'intruso e a respingere l'altro.
Coliandro e la Gambino, prevedendo una lunga durata dell'assedio, scendono in cantina in cerca di munizioni per le proprie armi e scoprono casualmente che dietro una delle pareti si cela un condotto fognario in disuso che porta all'esterno. Decidono quindi di avventurarvisi e, protetti dall'oscurità, riescono a uscire ritrovandosi in una strada laterale, dove incontrano la Paffoni col fidanzato, lì alla ricerca di un luogo intimo e appartato dove festeggiare la vittoria a una gara di ballo, che li informa di aver visto due strani tipi a bordo di una ruspa che si dirigevano proprio lì. Comprendendo le intenzioni di Ivano, Coliandro e la Gambino riescono a intercettare la ruspa e a mettere fuori combattimento i due conducenti, sostituendosi a essi. In un'alba surreale, la banda, ritrovandosi accerchiata tra la ruspa e gli occupanti della caserma dei Carabinieri armati fino ai denti, ha la peggio e viene ridotta all'impotenza. Ciononostante Ivano riesce a fuggire sulla propria moto, inseguito da Coliandro a bordo di un'altra. I due giungono fino a uno spiazzo sterrato dove si trovano faccia a faccia, l'ispettore armato di pistola che presto si rivela scarica e il criminale armato di un machete: nello scontro che segue, Coliandro riesce a stendere il rivale investendolo con la moto. La banda viene quindi sgominata, la veterinaria riabbraccia suo figlio, la Buffarini sembra affezionarsi a Furlan, Yara decide di denunciare il sindaco, da sempre in affari col cugino Ivano, che nel frattempo si prende i meriti dell'operazione di fronte alla stampa e Coliandro, che nella sparatoria ci ha rimesso l'ennesima auto, spera di consolarsi con la Gambino finché questa gli presenta il suo fidanzato, un capitano dell'Arma.
Il gruppo si riunisce quindi all'ospedale per festeggiare la nascita della figlia della Bertaccini, ma subito dopo Coliandro ha un appuntamento a cui non può mancare: un'uscita con Gargiulo, bisognoso di bere per dimenticare la delusione amorosa patita, con cui riflettono sul perché alla fine si ritrovino sempre da soli. Coliandro tuttavia sa di non essere solo: sa di essere unico.
- Protagonista femminile: Lorena Cacciatore (maresciallo Gambino)
- Altri interpreti: Gabriele Falsetta (Ivano), Federico Calistri (braccio destro di Ivano), Pierpaolo Spollon (carabiniere scelto Furlan), Sebastiano Rizzo (emissario della 'ndrangheta), Francesca Beggio (veterinaria), Linda Amedu (Yara), Gianluigi Pavani (Carloni), Giulio Cagnazzo (Scongiu)
- Guest star: Andrea Roncato (brigadiere Gollini), Gianni Fantoni (sindaco), Frankie hi-nrg mc (custode del cantiere)
- Ascolti Italia: telespettatori[7] 1 887 000 - share 8.00%